# Birgit Kley

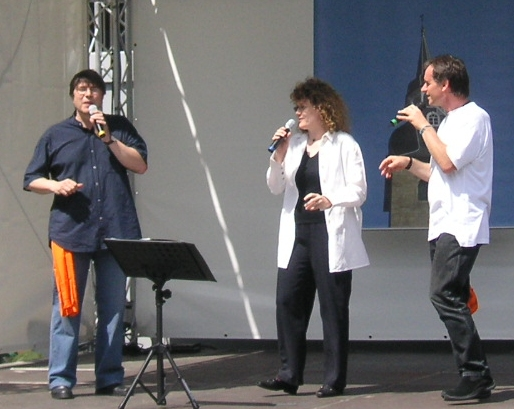
Birgit Kley (Mitte) mit Helmut Krüger (links) und Jonathan Böttcher (rechts) beim Deutschen Evangelischen Kirchentag 2007.

Birgit Kley (* 29. September 1956 in Essen) ist eine deutsche Chanson-Sängerin und Liedtexterin.

## Leben
Birgit Kley erhielt mit fünfzehn Jahren erhielt  Gesangsunterricht am Konservatorium der Folkwangschule in Essen. Literatur und Sprache faszinierten sie früh, und so entstanden bald ihre ersten Lyriktexte. Später fanden ihr Gesang, ihre Liebe zur Poesie und ihre Lust an eleganter Präsentation eine gemeinsame Ausdrucksweise: das Chanson.
Seit 1983 wirkt Birgit Kley bei Evangelischen Kirchentagen mit, gestaltete u. a. Bibelarbeiten von Peter Bubmann, Eugen Drewermann, Ulrich Schaffer und Heinz Zahrnt musikalisch und entwarf aufwändige Inszenierungen und Großveranstaltungen. Bei verschiedenen Projekten arbeitete sie mit Hans-Jürgen Hufeisen zusammen. So erhielt sie beispielsweise 1986 den Auftrag für das Oratorium Die Erde (Komponisten: Richard Geppert, Tobias Seyb, Klaus-Dieter Kienzle) das Libretto zu schreiben. Für den 27. Deutschen Evangelischen Kirchentag 1997 konzipierte und inszenierte sie gemeinsam mit Helmut Krüger eine thematische Bühnen-Collage unter dem Titel Lieben Sie das Besondere? mit Musik, Tanz und Kleinkunstelementen. Bei der Aufführung in der Anatomie in Leipzig spielte sie fünf verschiedene Frauenfiguren, für die sie ebenfalls die Monologe schrieb. Beim 28. Deutschen Evangelischen Kirchentag 1999 trat sie mit ihrem Chanson-Programm in der Stuttgarter Liederhalle auf. Den poetisch-musikalische Dialog Die Himmelsleiter entwickelte Birgit Kley mit Joachim Knitter. Die Himmelsleiter wurde im Rahmen des 29. Deutschen Evangelischen Kirchentags 2001 im Palais im Zoo in Frankfurt am Main uraufgeführt.
Der Schweizer Pianist Jonathan Schaffner ist seit 1987 musikalischer Begleiter und Arrangeur von Kley. Für die beiden Produktionen Purpurrot und Die Himmelsleiter hat Schaffner ein Ensemble von europäischen Musikern zusammengestellt: Jonathan Schaffner (Klavier u. Arrangements), Michele Croce (Klarinette, Saxophone u. Querflöte), Curdin Janett (Akkordeon) und Maurizio Grillo (Schlagzeug u. Perkussion).
Mit eigenen Chansons und einem Repertoire aus Liedern verschiedener Sprachen tritt Birgit Kley seit 1980 u. a. in Konzerten auf. Ihre Lyriktexte sind in verschiedenen Gedichtbänden erschienen. Ihr Gesang und ihre Chansons mit eigenen Texten sind auf sechs CD-Produktionen zu hören.
Darüber hinaus gibt Birgit Kley Workshops auf dem Gebiet der Atmungs-, Stil- und Gesangsbildung und veranstaltet Fortbildungsveranstaltungen zur Selbstwahrnehmung und Präsentationstechnik.

## CD-Publikationen und Lyrikbände
CD-Publikationen
- Aus gutem Grund (mit Jonathan Böttcher und Helmut Krüger) – 2006 MCM Music, offizielle CD zum Deutschen Evangelischen Kirchentag 2007
- So weit, so nah (mit Jonathan Böttcher und Helmut Krüger) – 2004 MCM Music
- Die Himmelsleiter (zur Aufführung auf dem Kirchentag 2001 in Frankfurt/Main) – 2001 Kreuz Verlag, Stuttgart
- PurPurRot (Solo) – 1999 Anker Musik, Stuttgart
- Ohne zu zögern (Solo) – 1989 RM Musik, Stuttgart
- Die Kinder (Solo) – 1987 RM Musik, Stuttgart

Lyrikbände
- Mensch Micha, Armin Juhre und Kirsten Kleine (Hg.), Lyrik zum Kirchentag Hamburg 1995 – 1995 Lutherische Verlagsgesellschaft Kiel – ISBN 3-87503-071-0
- Typisch Jesus, Günter Riediger – 1992 Gütersloher Verlagshaus – ISBN 3-579-00830-7
- Wo ist Gott in meinem Leben, Günter Riediger – 1987 Gütersloher Verlagshaus – ISBN 3-579-00818-8

## Presse (Auswahl)
- Worte aus dem Herzen, Badische Zeitung vom 8. Januar 2005
- Alle Menschen träumen vom Glück, Tagblatt St. Gallen vom 8. November 1999